# Резолюция 27 на Съвета за сигурност на ООН
Резолюция 27 на Съвета за сигурност на ООН, приета на 1 август 1947 г., призовава холандците и индонезийските републиканци – противопоставящи се страни в т.нар. Индонезийска национална революция, да свалят оръжие и да позволят мирно посредничество в конфликта. Текстът на резолюцията е гласуван на части, поради което в цялостния си вид тя не е подложена на гласуване.